# La Sainte Famille avec saint Jean-Baptiste (Pontormo)
La Sainte Famille avec saint Jean-Baptiste est une peinture à l'huile (120 × 99 cm) de Pontormo, datée de  1522-1523 environ et conservée au musée de l'Ermitage de Saint-Pétersbourg.

## Histoire
L'œuvre est datée de la période de jeunesse de l'artiste et se trouve dans ce musée depuis 1923 après avoir fait partie de la collection de la comtesse E. I. Mordvinova.
Le cabinet des dessins et des estampes de la galerie des Offices de Florence en possède un dessin préparatoire (sans la présence de saint Joseph ni de saint Jean-Baptiste).
Jusqu'en 1934, cette œuvre était attribuée à Rosso Fiorentino. Les travaux de la conservatrice M. I. Chtcherbatcheva ont permis d'y déceler le style de Pontormo

## Iconographie
Si le groupe principal de la Vierge portant l'Enfant ne fait aucun doute (rouge de la robe et chardonneret), les personnages latéraux portent leurs attributs : Joseph à gauche avec son bâton (lequel, fleuri, le fit reconnaître comme prétendant final à son mariage avec Marie) et saint Jean-Baptiste avec une croix annonciatrice de la mort de Jésus, portant une peau de bête (allusion à sa prédication dans le désert).

## Description et style
Sur un fond obscur, le toile représente la Vierge Marie assise présentant sur ses genoux l'Enfant Jésus au spectateur. Il tient à la main un chardonneret comme préfiguration de sa Passion. Sur le côté gauche, saint Joseph émerge de l'obscurité en se retournant et à droite le petit saint Jean-Baptiste arbore un sourire espiègle. Marie, en prémonition de la Passion de son Fils, apparaît réservée et comme distante, les yeux presque embués de larmes, à la différence des enfants souriants.
La scène montre une certaine rupture par rapport aux conventions de la Renaissance. Ainsi l'Enfant Jésus et le visage de la Sainte Vierge par exemple sont construits de façon à en faire ressortir le volume, mais les draperies ont un dessin aux plis plats, presque inconsistant. Le contraste est très marqué entre les couleurs complémentaires du vert et du rouge de la tunique de Marie. Le premier a une tonalité huileuse et le second a une intensité quasiment saturée.

## Source de la traduction
- (it) Cet article est partiellement ou en totalité issu de l’article de Wikipédia en italien intitulé « Sacra Famiglia con san Giovannino (Pontormo) » (voir la liste des auteurs).